# Muzeum Dubajskie
Muzeum Dubajskie – główne muzeum w Dubaju. Otwarte w 1971 roku z inicjatywy szejka Raszida II ibn Sa’id Al Maktuma, ówczesnego władcy emiratu, który dwa lata wcześniej poprosił szejka Badra Muhammada as-Sabaha z Kuwejtu o przysłanie specjalisty-muzealnika.

## Ekspozycje
Muzeum skupia się na pokazywaniu życia mieszkańców emiratu z czasów przed rozpoczęciem wydobycia ropy naftowej w latach 60. XX wieku. W 2013 roku muzeum odwiedziło ponad milion zwiedzających.
W muzeum znajduje się kolekcja dawnej broni, instrumentów muzycznych i przedmiotów codziennego użytku. Wyświetlane wideo pokazuje historię Dubaju od połowy XX wieku do czasów obecnych. Rozwój miasta można zobaczyć na historycznych mapach. Obok wystawy instrumentów muzycznych można posłuchać tradycyjnej muzyki.
Na dziedzińcu zbudowano letni dom arabski (arisz). Pleciony z liści palmowych, z wieżą wiatrową (będącą swoistym systemem wentylacji) umożliwia obejrzenie pomieszczeń, mebli i sprzętów domowego użytku.

### Dioramy

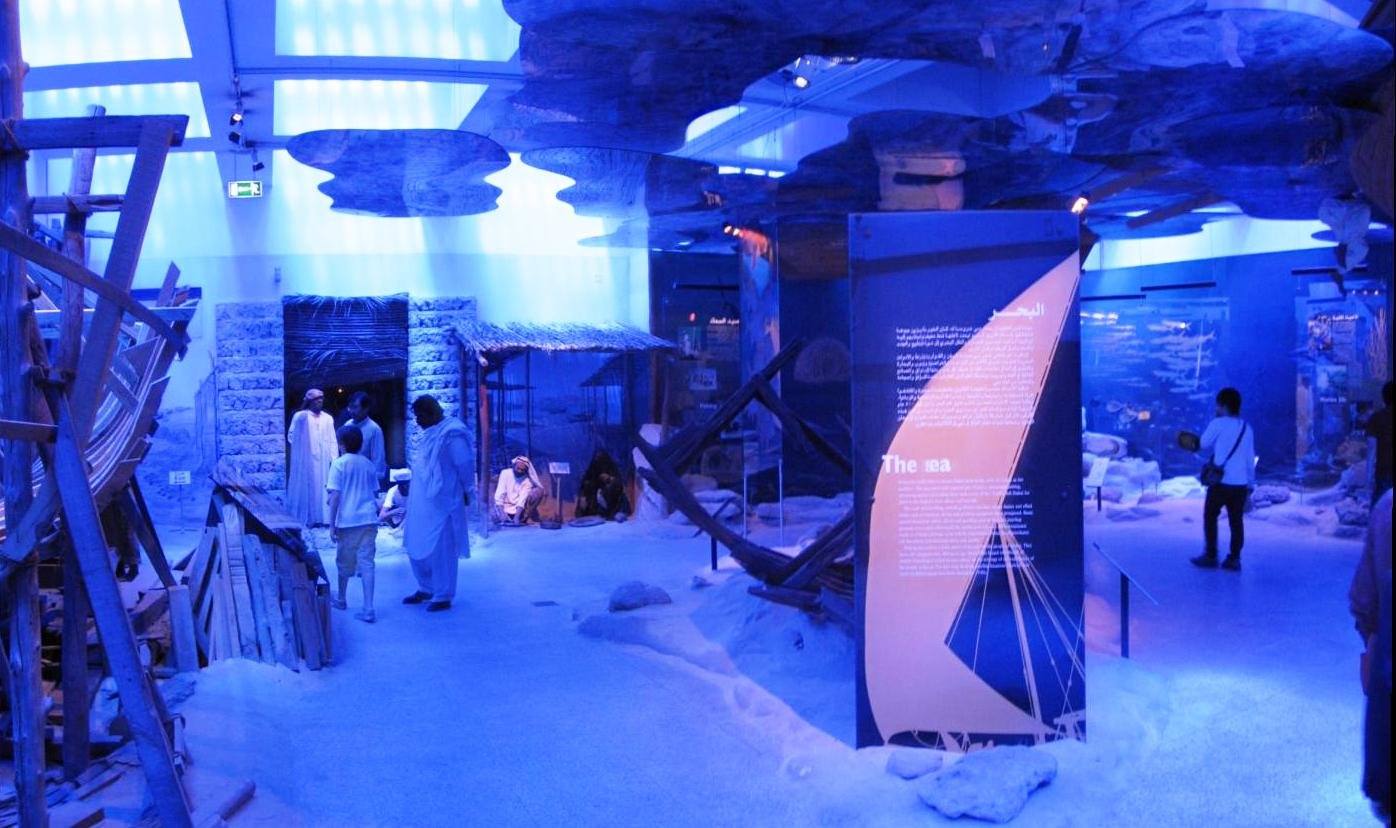
Diorama pokazująca morze

W podziemiach znajdują się dioramy pokazujące przybrzeżne targowisko (suk), ulicę z warsztatami kowala, cieśli, krawca oraz sklepem tekstylnym, czy dioramy ze scenami z życia na pustyni: przedstawiona jest uprawa daktyli, pustynne zwierzęta oraz namiot Beduinów wraz z wyposażeniem i przedmiotami codziennego użytku. Dodatkowych informacji o życiu Beduinów dostarczają tablice ścienne. Dioramy są uzupełniane dźwiękami i filmami wideo naturalnej wielkości. Największa diorama dotyczy morza. Pokazana jest budowa łodzi dau, wyposażenie statków, a także flora i fauna morska z opisami. Ostatnia diorama pokazująca stanowisko archeologiczne Al-Kusajs zawiera szkielet, grobowiec i artefakty sprzed 3 tysięcy lat.

## Fort
Muzeum mieści się w forcie Al-Fahidi, który jest najstarszym istniejącym budynkiem w Dubaju.
Zbudowany około 1787 roku na planie kwadratu stoi tuż przy murach miejskich. Zadaniem fortu była obrona miasta przed koczowniczymi plemionami. Później pełnił rolę pałacu władcy, koszar i więzienia.